# Andrea Gilardi
Andrea Gilardi (Alessandria, 18 maggio 1969) è un pilota automobilistico italiano, due volte campione mondiale juniores di karting.

## Carriera
Dopo il 4º posto ottenuto alla sua prima partecipazione al Campionato del Mondo Juniores del 1983 (competizione riservata ai giovani talenti disputabile 3 sole volte) sulla pista di Horrem (Germania), vince l'edizione dell'anno successivo a Laval (Francia) davanti al francese Yvan Muller e all'italiano Roberto Colciago.
Nel 1985 si laurea per la seconda volta Campione del Mondo Juniores sulla pista di Le Mans (Francia), vincendo davanti a Michael Schumacher e ad Allan McNish e divenendo il primo pilota nella storia del karting ad essersi aggiudicato due volte consecutive il Campionato del Mondo Juniores di Karting 100 cm³.
Nel 1986, dopo essere rimasto lontano dai campi di gara a causa di un incidente, ottiene il 2º posto nella prima prova del Campionato Europeo a Laval ed il 3º posto al Gran Premio Seiko di Hong Kong.
Solo la sfortuna priva il pilota alessandrino del terzo alloro mondiale. È il 1987 e si corre sulla pista di Jesolo (Italia): domina le qualifiche, le batterie eliminatorie ed è in testa alla finale quando viene tradito dalla rottura del motore.
Il 1988 segna il debutto in monoposto grazie all'aiuto della Federazione Italiana Karting.
La categoria scelta è la Formula Alfa Boxer: a fine campionato è 2º nella classifica degli Under 21.
L'anno successivo l'esordio in Formula 3 con una Reynard-Alfa Romeo gestita dall'Euroteam: nonostante le difficoltà della categoria il pilota viene premiato a Monza - in occasione del prestigioso Gran Premio Lotteria - con il "Trofeo miglior esordiente 1989".
Nel medesimo anno riceve la medaglia d'oro di Autosprint come rivelazione della Formula 3.
Nel 1990, sempre al volante di una Reynard-Alfa Romeo dell'Euroteam, conquista il 5º posto in campionato.
Nel 1991 cambia squadra passando alla Rc Motorsport che gli mette a disposizione una Dallara-Volkswagen: si classifica al 3º posto in campionato vincendo tre gare (Pergusa, Mugello e Vallelunga) e conseguendo un positivo 4º posto assoluto nel Gran Premio di Montecarlo.
Nel 1992 passa alla Super Cars guidando una Dallara-Alfa Romeo: consegue il 2º posto assoluto al Gran Premio di Montecarlo dopo vari duelli mozzafiato, il primo con Jean-Christophe Boullion fino a quando il francese va in testa coda alla curva del Portier: entra quindi in scena Pedro Lamy ma anche lui esce dopo aver toccato all'uscita della veloce curva del Tabaccaio e, quando ormai si è quasi alla fine, rinviene il connazionale Giampiero Simoni che tenta disperati ma infruttuosi attacchi fino all'ultimo giro. 
Grande gara vinta dal tedesco Marco Werner con pochi metri di vantaggio proprio su Andrea Gilardi.
A fine 1992 sulla pista di Buenos Aires avviene il debutto di Andrea Gilardi in F.3000 alla guida di una Reynard motorizzata Ford Cosworth del Team Campione Europeo 1992 "Crypton Motorsport".  
L'interesse del Team in questione per la stagione 1993, oltre alla fiducia nel pilota, si basava ovviamente sul budget che era stato assegnato ad Andrea Gilardi grazie alla conquista del Challenge F.3 ALFA-MARLBORO 1992.
Ad inizio anno il Challenge ALFA-MARLBORO fu presentato anche dalle riviste specializzate e il premio in questione doveva essere un'intera stagione nel Campionato Europeo 1993 in una squadra di vertice.
Comunque nel 1993 Andrea Gilardi debutta nel Campionato Europeo di Formula 3000 con una Reynard-Ford-Cosworth dell'anno precedente: pur con un budget risicato e con un team inglese non di prima fascia (Cobra Motorsport Racing) ottiene quattro piazzamenti di cui due in zona punti nelle competizioni di Pergusa ed Hockenheim.
A fine 1994 dopo essere stato per l'intera stagione alla finestra, ad Andrea si presenta l'ultima vera occasione; viene invitato a partecipare al Test del team Alfa Corse alla guida della 155 D2 (SuperTurismo), test che all'epoca l'Alfa Corse era solita fare per selezionare e formare i nuovi piloti per le stagioni successive da affiancare ai big già presenti: tutti i piloti presenti al Mugello erano alla prima esperienza nella suddetta categoria.
Alla Guida della due Alfa 155 si alternano ben otto piloti; Andrea Gilardi, Tony Kanaan, Jörg Müller, Roberto Colciago, Alessandro Manetti, Salvatore Pirro, Andrea Boldrini e Franz Tschager.
Andrea Gilardi risulta il più veloce con il tempo di 2'01"60 ma anche questa volta non c'è stata una prosecuzione positiva a causa di problemi non dipendenti dal pilota.
A causa della mancanza di fondi, si vede costretto a dire stop con l'attività agonistica e intraprende l'attività di pilota istruttore presso il Centro Internazionale di Guida Sicura Alfa Romeo - Ferrari - Maserati diretto da Andrea De Adamich.
Dal 2001 continua poi l'attività con la Porsche Driving School (tuttora in essere) e collabora altresì con l'Audi Driving Experience e con la Scuola Guida Sicura di Quattroruote fino al 2005.
Nel 2007 ritorna alle competizioni con una Porsche Gt3 Cup partecipando alla "200 Miglia di Vallelunga" centrando il 1º posto nella classifica riservata alle Porsche Carrera della classe Gt3.
Nel 2008 alla professione di istruttore abbina la partecipazione al Ferrari Challenge Trofeo Pirelli con la Ferrari F430 del Team Ungherese Warm Up Racing. 
Tra i risultati più degni di nota la pole position con 2º posto finale in gara 1 all'Hungaroring e la prima fila con 4º posto a Le Castellet. 
A fine anno, con la F430 del team Forza, partecipa al Motor Show.